# Maestro E. S.

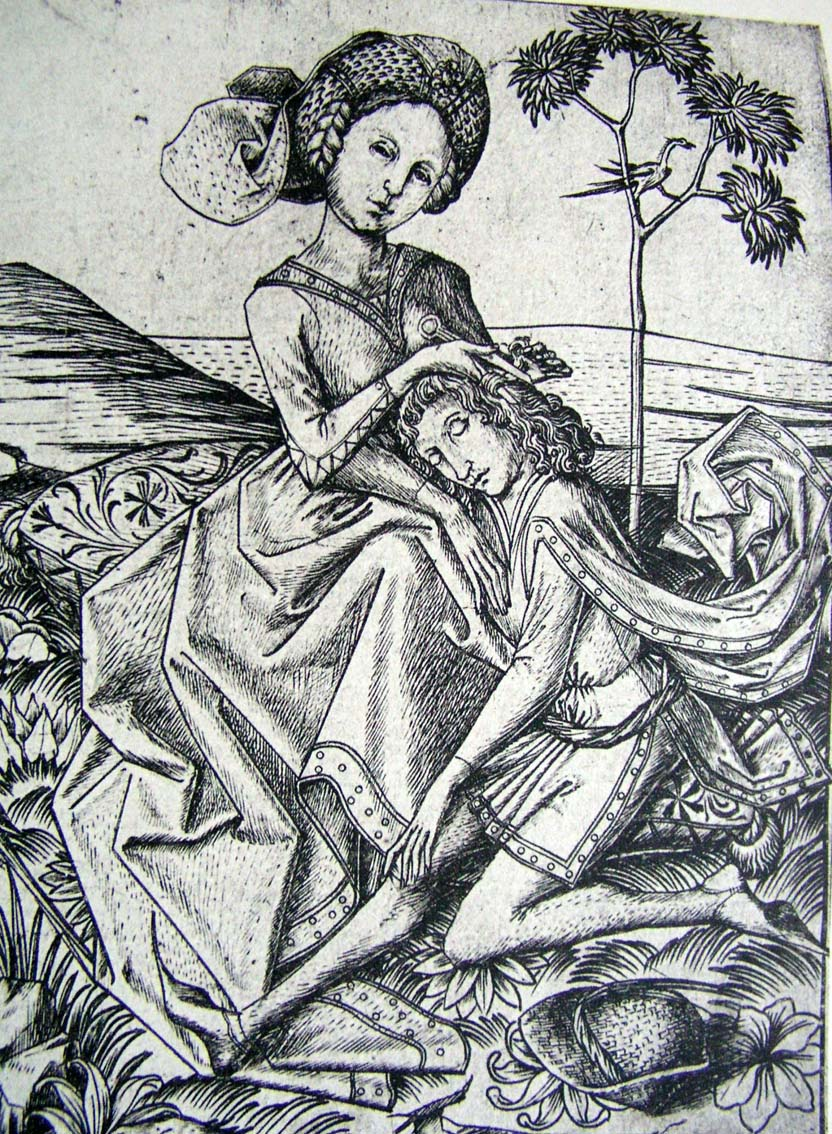
Dalila cortando el cabello de Sansón, h. 1460.

El Maestro E. S. (h. 1420-h. 1468), (anteriormente conocido como el Maestro de 1466) es un grabador y orfebre alemán anónimo de finales del período gótico. Fue el primer gran artista alemán de los antiguos grabados y fue muy copiado e imitado. El nombre que le dan los historiadores de arte, Maestro E. S., deriva del monograma, E. S., que aparece en dieciocho de sus láminas (aparecen variantes en las otras). El título, maestro, se usa para artistas no identificados que actuaban independientemente. Probablemente fue el primer grabador que colocó sus iniciales en su obra. 
Las obras que quedan, firmadas E. S. indican que estuvo activo en los grabados desde 1450 hasta 1467, siendo esta la última fecha que aparece en uno de sus grabados. Después de esta fecha, se cree que murió. Fue el grabador alemán más distinguido antes de Martin Schongauer.

## Biografía
El Maestro E. S. probablemente procedía de Alemania suroccidental o de Suiza, como el grabador llamado el Maestro del Juego de cartas. Esta perspectva se basa principalmente en comparaciones estilísticas con la pintura contemporánea de aquella región. Aunque la evidencia indica que estuvo activo sobre todo en la región del Rin superior, también hay evidencia de que visitó Maguncia, al sur del Rin en la confluencia del río Main al otro lado de Wiesbaden, un gran centro económico y cultural. 
Ninguno de los intentos de encajar a personas documentadas con sus iniciales han logrado aceptación general. El término maestro significa que había acabado una fase de aprendizaje y que tenía taller propio, como claramente hizo E. S. A veces se exigía también estar casado y emplear aprendices para aprender el oficio.
E. S. probablemente procedía de un ambiente y una formación como orfebre, más que como pintor. Ya que desde sus primeros grabados muestra su dominio del buril, se cree que trabajó como orfebre durante algunos años antes de empezar a hacer grabados. A veces usó perforaciones de orfebre en sus láminas (por ejemplo, para hacer los círculos en los bordes de las ropas en el grabado de Dalila más arriba) y algunas obras son claramente diseños para metalistería. Fue el primer grabador que firmó sus láminas con un monograma grabado, que era una práctica estándar en piezas significativas de metalistería. Grabó dos imágenes de San Eloy, el santo patrón de los orfebres. Le gustaba llenar sus grabados con detalles decorativos, a veces sobrecargando la composición y sólo lentamente se desarrolló en su obra un sentido del volumeno o recesión. 
Su fecha de nacimiento se calcula sobre esta base. Su nivel de producción de láminas posiblemente significa que trabajó en ellos sólo durante sus últimos años. Otro importante grabador y orfebre, Israhel van Meckenem, fue posiblemente su principal ayudante al final de su carrera y 41 de sus láminas que le fueron pasados, los reutilizó van Meckenem.

## Obra

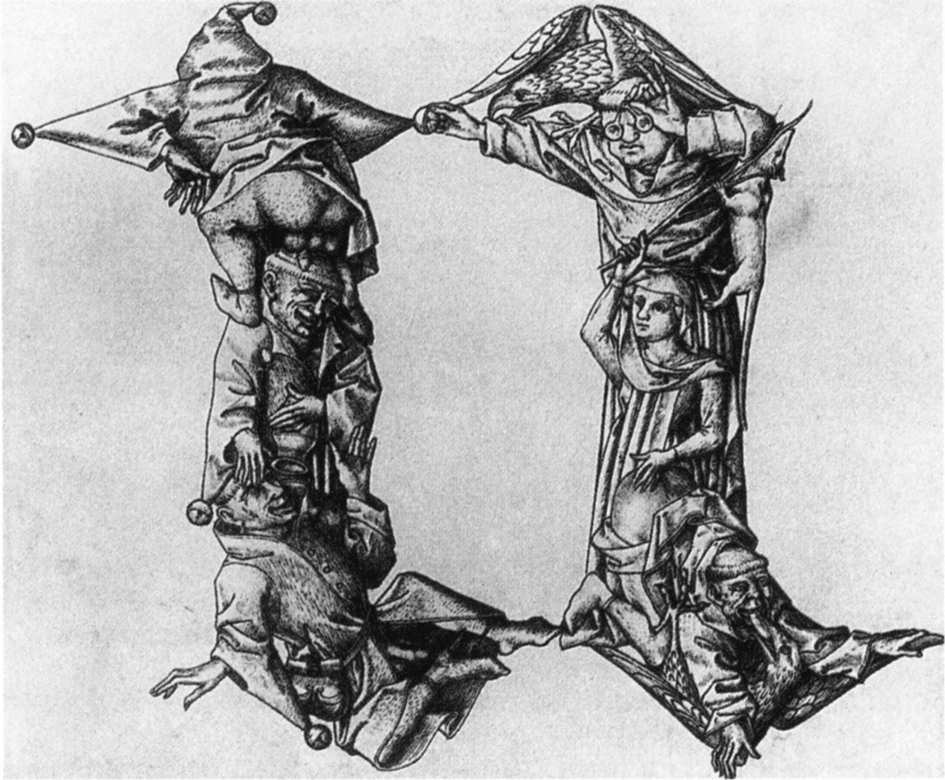
Letra N del Alfabeto fantástico, Maestro E. S., h. 1465.

Shestack divide los grabados de E. S. en tres períodos estilísticos: alrededor de 1450, hasta 1460 y después de 1460. Durante el segundo período tuvo importantes desarrollos técnicos. En primer lugar, las incisiones más profundas con el buril, lo que permitía que se imprimieran más láminas con la misma plancha, aunque el número aún debió limitarse a alrededor de sesenta, antes de que se empezara a notar el uso de la plancha y era necesario reutilizarlas. Su uso del sombreado (líneas paralelas) y contra-cruzado para representar la sombra y el volumen, firmemente se fue haciendo más sofisticada y su dibujo de las figuras se hizo más confiado, a veces en exceso. Muchas figuras de este período tienen formas retorcidas incluso cuando están descansando. En obras del tercer período, sus figuras están más relajadas y se da prominencia en la composición a las superficies planas.
Muchos rostros de sus sujetos tienen un tamaño excesivo para sus cuerpos. Gran parte de su obra tiene gran encanto, y los temas profanos y cómicos que grabó difícilmente se encuentran en la pintura que queda de la época.
Lehrs cataloga trescientos dieciocho grabados de E. S. y de ellos, noventa y nueve son únicos, y cincuenta existen sólo en dos impresiones (copias). Hay otros treinta y ocho grabados de su posible ayudante, Israhel van Meckenem, que se consideran copias de grabados de E. S. que no han sobrevivido. En total, Shestack estima, pudo haber alrededor de quinientos grabados de E. S.

## Dibujos

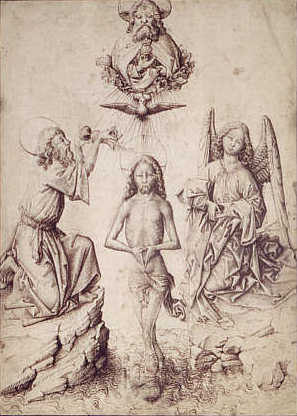
Bautismo de Cristo un dibujo atribuido al Maestro E. S., Louvre.

Dos dibujos muy buenos, aceptados universalmente como obra de E. S., se encuentran en Berlín y en el Louvre, pero hay otros que son objeto de controversia. La composición del Bautismo de Cristo (imagen a la derecha), que está en el Louvre, fue transformada en dos grabados por E. S., en los que complicó las composiciones, rellenando espacios vacíos con nuevos detalles. Shestack considera que esto revela que su método compositivo, aquí y quizás habitualmente, era empezar copiando con precisión un dibujo u otra obra de otro autor. Entonces, trabajando sobre el grabado, intruducía ´detalles adicionales con un estilo de orfebre.

## Ars Moriendi
Produjo una serie de once grabados para el Ars moriendi (El arte de morir), una obra devocional muy popular. No hay duda que se pretendía insertarlos en una copia manuscrita del libro. La cuestión controvertida es si eran copias de versiones en xilografía de las mismas composiciones en blockbooks fue resuelta con solvencia en 1942, cuando Fritz Saxl publicó un conjunto de manuscritos ilustrados usando las mismas composiciones que se encuentran en la biblioteca de Londres del Instituto Wellcome. Estos claramente depredaron todas las versiones impresas, todas las cuales ahora puede verse que derivan de sin duda diferenctes versiones de dibujos de manuscrito en la misma tradición. Se ha sugerido que E. S. más tarde diseñó los grabados en madera para los más tempranos de los blockbooks, que ahora se ven creados más tarde que los grabados.
- Wikimedia Commons alberga una galería multimedia sobre Maestro E. S..